# Nosopsyllus chayuensis
Nosopsyllus chayuensis är en loppart som beskrevs av Wang Dunqing et Liu Quan 1981. Nosopsyllus chayuensis ingår i släktet Nosopsyllus och familjen fågelloppor. Inga underarter finns listade i Catalogue of Life.